# Willie Adler
William M. Adler (Richmond (Virginia), 26 januari 1976) is een Amerikaans gitarist in de groove- en thrashmetalband Lamb of God. William is de jongere broer van drummer Chris Adler.

## Carrière
Adler sloot zich bij Lamb of God aan nadat de eerste gitarist, Abe Spear, de band had verlaten. Willie Adler heeft zich het gitaarspel zelf aangeleerd en staat bekend om zijn onconventionele speelstijl, waaronder dissonante akkoordvormen, unieke timingen, aparte ritmes, veelvuldig gebruik van zijn linkerpink, grote spreidingen tussen de fretten en een strakke slaghand. Hij speelt voornamelijk de scherpe staccatoriff's in Lamb of Godnummers, terwijl Mark Morton de groovy ritmes en solo's speelt.
Adler is een van de belangrijkste schrijvers in Lamb of God. Een aantal nummers die hij heeft geschreven zijn "Black Label", "11th Hour", "Blood Junkie", "Hourglass", "Blood of the Scribe", "Beating on Death's Door", "Ashes of the Wake", "Ruin" en "Again We Rise". Adler schrijft ook nummers samen met Mark Morton, zoals de pre-solo breakdown van "Walk With me in Hell", en het hele nummer "In Your Words" tot het einde dat door Mark Morton is geschreven.
Adler heeft in 2008 met metalband Vehement (Houston) gewerkt aan hun zes tracks tellende promo-cd.

## Discografie

### Met Lamb of God
- New American Gospel (2000, Prosthetic Records)
- As the Palaces Burn (2003, Prosthetic Records)
- Ashes of the Wake (2004, Epic Records)
- Killadelphia DVD (2005, Epic Records)
- Sacrament (2006, Epic Records)
- Walk with Me in Hell (2008, Roadrunner Records/Epic Records)
- Wrath (2009, Roadrunner Records/Epic Records)
- Resolution (2012, Epic Records)
- VII: Sturm und Drang (2015, Epic Records/Nuclear Blast Records)

## Persoonlijk leven
Adler is getrouwd en heeft een zoon.